# A Sort of Homecoming (canción de U2)
«A Sort of Homecoming» es una canción de la banda irlandesa de rock U2. Es el tema que abre el álbum de 1984, The Unforgettable Fire. Aparece incluida también una versión en directo en un LP posterior de la banda, Wide Awake in America (1985).

## Composición y temática
Como tema de apertura del álbum The Unforgettable Fire, «A Sort of Homecoming» introduce la nueva dirección que la banda iba a tomar en este trabajo, mucho más instrumental que el anterior, War, donde predominaban los riffs de guitarra y la fuerza de la batería de Larry Mullen Jr.
El patern de batería con la cual parte la canción, incorpora el sonido de la timbaleta, a estas alturas ya reconocible y que dibuja algo de la sonoridad de where the streets have no name (the joshua tree,, su próximo álbum). 
Un bombo presente que empuja la banda en un loop sonoro de un bajo envolvente de Adam y las nuevas texturas de guitarras y ambientes. 
A este nuevo álbum la fuerza le viene de la intensidad de las texturas musicales, variadas y en las que Brian Eno tuvo mucho que ver (de hecho, posiblemente sea una de las colaboraciones más fructíferas que tiene con la banda, siendo así que su aportación a los discos de U2 en los que ha trabajado no siempre ha sido igualmente afortunada).
Esta canción en concreto crea una atmósfera especial, a la vez intensa, serena y melancólica, que contrasta con la dura temática de la letra, la cual incluye referencias a una tragedia nuclear. Pero en esta ocasión, hay un empeño especial de Bono por sublimar a través de la poesía lo que en un principio podía haber terminado en una canción denuncia al uso de la época.
Posiblemente una de las mejores canciones de U2, el cantante de Coldplay declaró para la revista Rolling Stone:

«La primera canción de The Unforgettable Fire, ‘A Sort of Homecoming’, la conozco de arriba a abajo: es tan enardecedora, brillante y hermosa. Es una de las primeras canciones que toqué a mi bebé no nacido».
Chris Martin.

El título de la canción no aparece incluido en la letra, sino tan sólo una referencia al final. Hablamos de nuevo de un U2 en el que prevalece la esperanza sobre la destrucción. Posiblemente está inspirado en el comentario de un poeta judío de origen alemán y rumano llamado Paul Celan, a quien Bono había estado leyendo en 1984, que declaró: Poetry is a sort of Homecoming (‘La poesía es una especie de regreso al hogar’).

## En directo
La canción fue tocada por el grupo durante todo el Unforgettable Fire Tour de 1984-1985. También formó parte, de manera intermitente, del Joshua Tree Tour de 1987. Después, la canción apenas ha sido utilizada en vivo. Solo se tocó en 2 conciertos del Elevation Tour de 2001, y en 8 conciertos más del Joshua Tree Tour 2017.
La presentación en directo de «A Sort of Homecoming» ocurrió el 17 de septiembre de 1984, durante The Unforgettable Fire Tour. El tema comienza con un punteo de guitarra de The Edge mientras Bono canta el primer verso, después del cual se une el resto de la instrumentación.

## Personal
- Bono: voz
- The Edge: guitarra, segunda voz
- Adam Clayton: bajo eléctrico
- Larry Mullen Jr.: batería
- Daniel Lanois: producción
- Brian Eno: producción